# Kaukasiskt mjölskinn
Kaukasiskt mjölskinn (Trechispora caucasica) är en svampart som först beskrevs av Erast Parmasto, och fick sitt nu gällande namn av Liberta 1966. Enligt Catalogue of Life ingår Kaukasiskt mjölskinn i släktet Trechispora,  och familjen Hydnodontaceae, men enligt Dyntaxa är tillhörigheten istället släktet Trechispora,  och familjen Sistotremataceae. Arten är reproducerande i Sverige. Inga underarter finns listade i Catalogue of Life.